# Belovo
Belovo – wieś w Słowenii, w gminie Laško. W 2018 roku liczyła 205 mieszkańców.